# Attila Hildmann
Attila Klaus Peter Hildmann, né le 22 avril 1981 à Berlin, est un auteur de livres de cuisine végane allemand et un militant d'extrême-droite, néo-nazi et conspirationniste. Sa série de livres de cuisine Vegan for... s'est vendue à plus de 750 000 exemplaires, l'un des plus grands succès dans cette catégorie de livres en Allemagne, où il a contribué à faire connaître ce mode de vie, en association avec la promotion du fitness.
Plus récemment, et particulièrement à la suite de la pandémie de Covid-19, il se fait remarquer pour ses prises de position d'extrême-droite (terme qu'il revendique), nationalistes, conspirationnistes, anti-migrants et antisémites. La police allemande interdit l'un de ses rassemblements et enquête sur ses déclarations. Il perd ses partenaires commerciaux.
Il accuse notamment Angela Merkel d'être juive et communiste et de préparer, avec Bill Gates, un génocide global sous couvert de vaccination et de lutte contre le Covid-19. Il clame « Liberté pour tous les Allemands », se met en scène sur Youtube avec le drapeau impérial, entonne le premier couplet du Deutschlandlied, et soutient également l'organisation néo-fasciste turque des Loups gris. Tandis que ses propos deviennent toujours plus haineux et qu'il qualifie ses adversaires de « parasites » et de « sous-humains », Adolf Hitler aurait selon lui simplement tenté de protéger les Allemands de l'agression des Juifs qui cherchaient depuis longtemps à éliminer la race allemande et auraient voulu détruire l'Allemagne dès la fin de la Première Guerre mondiale par l'exigence de réparations ; des Juifs auraient par ailleurs cofinancé l'Holocauste. Il intitule un de ses discours sur Youtube (qu’il a supprimé) Mein Kampf,. Il considère nulle la capitulation allemande à la fin de la Seconde Guerre mondiale : l'Allemagne est selon lui un territoire occupé. 

## Biographie

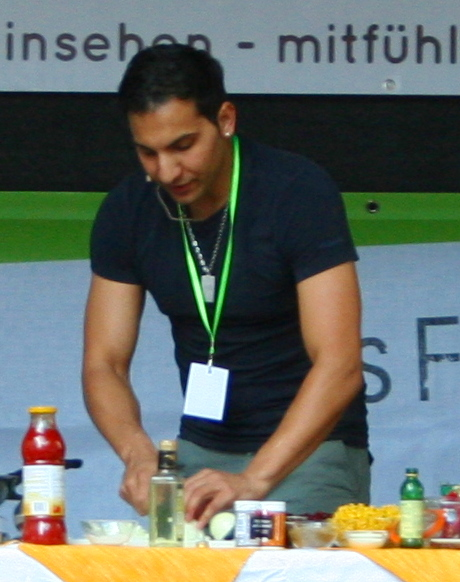
Hildmann cuisinant à la Veggie Street Day 2010 de Dortmund

Attila Hildmann est né de parents turcs à Berlin en 1981, mais est ensuite adopté par des parents allemands. Geek pouvant passer ses nuits sur StarCraft et fan de fast-food, il devient végétarien en 2000 en assistant au décès de son père adoptif par une crise cardiaque causée par sa surconsommation de viande. Par la suite, il devient végane en premier lieu pour diminuer son taux de cholestérol, se met à faire du fitness et perd 35 kilos,.
Il commence par développer des recettes véganes qu'il partage à partir de 2003 sur son site internet, puis crée sa chaîne YouTube en 2008. Il publie son premier livre Vegan-Kochbuch vol. 1 en 2009, puis les volumes 2 et 3 en 2010, et commence à passer à la télévision allemande. Il reçoit en 2011 le prix du livre de cuisine de l'année pour Vegan-Kochbuch vol.3 par le Vegetarierbund Deutschland (de). Il publie en 2011 son bestseller Vegan for fun dont les 10 000 premiers exemplaires sont vendus en moins de six semaines. Il reçoit pour ce livre en 2012 le prix du livre de cuisine de l'année par le Vegetarierbund Deutschland,. En 2012, son nouveau livre Vegan for Fit se vend en moins de six semaines à 50 000 exemplaires et devient lui aussi un bestseller. Son dernier livre Vegan for Youth est publié en 2013 et devient de même un bestseller.
Ensemble, sa série Vegan for ... s'est vendue à plus de 750 000 exemplaires, devenant ainsi un des auteurs de livre de cuisine allemand les plus populaires, et, pour Die Zeit et le Kölner Stadt-Anzeiger, le plus connu des cuisiniers véganes d'Allemagne,. Il a, selon Die Welt et le Berliner Morgenpost, fait connaître le véganisme en Allemagne,, sortant la cuisine végane du milieu des défenseurs des animaux pour en faire une question de style de vie pour Deutschlandradio Kultur.

## Antisémitisme et conspirationnisme
En juin 2020, Attila Hildmann tient des propos antisémites. Il soutient que les juifs chercheraient à éliminer la race allemande ainsi que les juifs sionistes auraient financé l'holocauste. Il fait également l'apologie d'Adolf Hitler en disant que celui-ci était une bénédiction comparé à la chancelière Angela Merkel.

## Concept
Dans ses livres, Attila Hildmann combine la cuisine végane avec le fitness et les programmes antivieillissement. Étudiant la physique à l'université libre de Berlin, il utilise ses connaissances en biologie et en chimie pour écrire ses livres, comparant l'élaboration d'une recette avec celle d'une expérience en laboratoire. Il tente aussi de briser le cliché du végane pédant et moralisateur comme Lisa Simpson, étant convaincu que parler du bon goût, de l'amélioration de la santé, de l'apparence physique et du bien-être sont plus efficaces que les discussions éthiques ou les photos d'abattoirs. Il est cependant critiqué par certains véganes lui reprochant son style de vie qu'il affirme lui-même n'être pas à 100% végane.

## Livres de cuisine
- Vegan-Kochbuch Vol. 1, 2009,  (ISBN 978-3-86858-217-8)
- Vegan-Kochbuch Vol. 2, 2009,  (ISBN 978-3-86858-502-5)
- Vegan-Kochbuch Vol. 2, 2010,  (ISBN 978-3-8423-3835-7)
- Vegan for fun. Junge vegetarische Küche, 2011,  (ISBN 978-3-938100-71-4)
- Vegan for Fit. Die Attila Hildmann 30-Tage-Challenge, 2012,  (ISBN 978-3-938100-81-3)
- Vegan for Youth. Die 60 Tage Attila Hildmann Triät, 2013,  (ISBN 978-3-938100-91-2)
- Vegan to go: Schnell, einfach, lecker, 2014,  (ISBN 978-3-954531-01-1).